# Giuseppe Cinatti
Giuseppe Luigi Cinatti (Siena, Império Francês, 1808 – Lisboa, 1879), também conhecido na versão aportuguesada do seu nome como José Cinatti, foi um cenógrafo, decorador de interiores e pintor que se notabilizou pela sua contribuição na modernização dos teatros portugueses.

## Biografia
Formou-se em Milão, Lombardia-Venécia, sob a orientação de Alessandro Sanquirico, e fixou-se em Lisboa no ano de 1836, passando a pintar, geralmente em colaboração com Achille Rambois, cenários para os teatros portugueses, entre os quais o Teatro de São Carlos, o Teatro D. Maria II, o Teatro das Laranjeiras e o Teatro de São João. Ficaram célebres as cenas que produziu para as peças Roberto il Diavolo (1838), Macbeth (1849) e Il profeta (1850). Desenvolveu também considerável actividade como pintor de interiores e arquitecto.
É o autor do Jazigo dos Duques de Palmela, de inspiração maçónica (Cinatti era maçom assumido), o maior mausoléu da Europa.